# Jordaniens damlandslag i fotboll
Jordaniens damlandslag i fotboll representerar Jordanien i fotboll på damsidan. Dess förbund är Jordan Football Association (Jordaniens fotbollsförbund).